# Bjorkdale
Bjorkdale es un pueblo canadiense situado en la provincia de Saskatchewan.

## Superficie
Bjorkdale tiene una superficie de 1,36 km².

## Demografía
En 2021, tenía 147 habitantes, una densidad poblacional de 108,1 hab./km², y 88 viviendas.